# Targhe d'immatricolazione della Repubblica Ceca

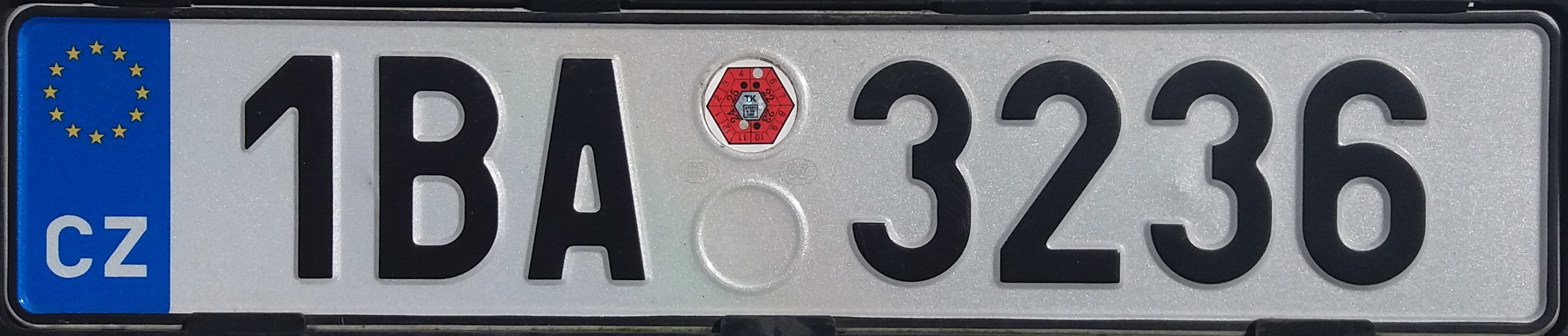
Targa posteriore standard con formato emesso dal 2015 (banda blu e un solo bollino "tecnico")

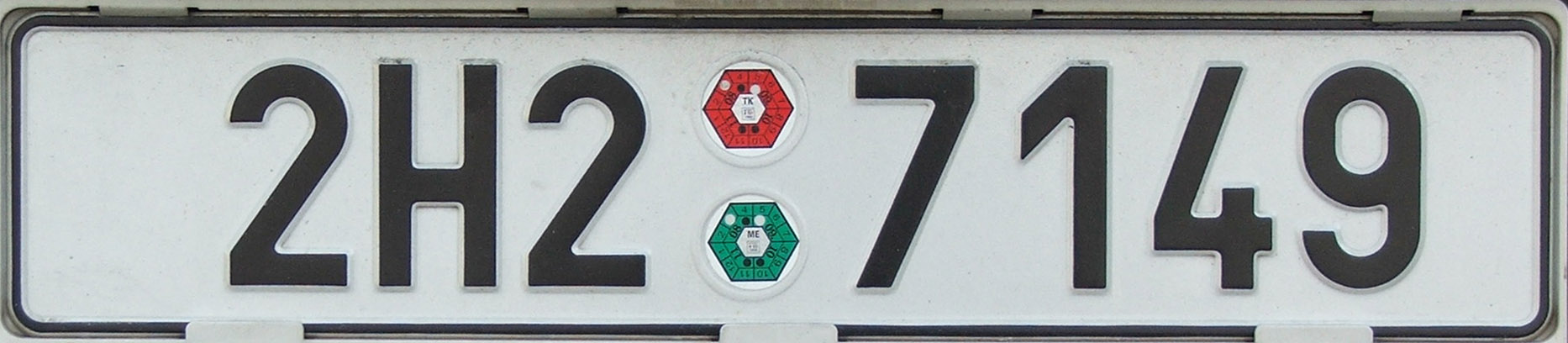
Formato senza banda blu utilizzato dal 2001 al 30 aprile 2004

Le targhe d'immatricolazione della Repubblica Ceca vengono utilizzate per identificare i veicoli immatricolati nel Paese centro-europeo.

## Sistema in uso

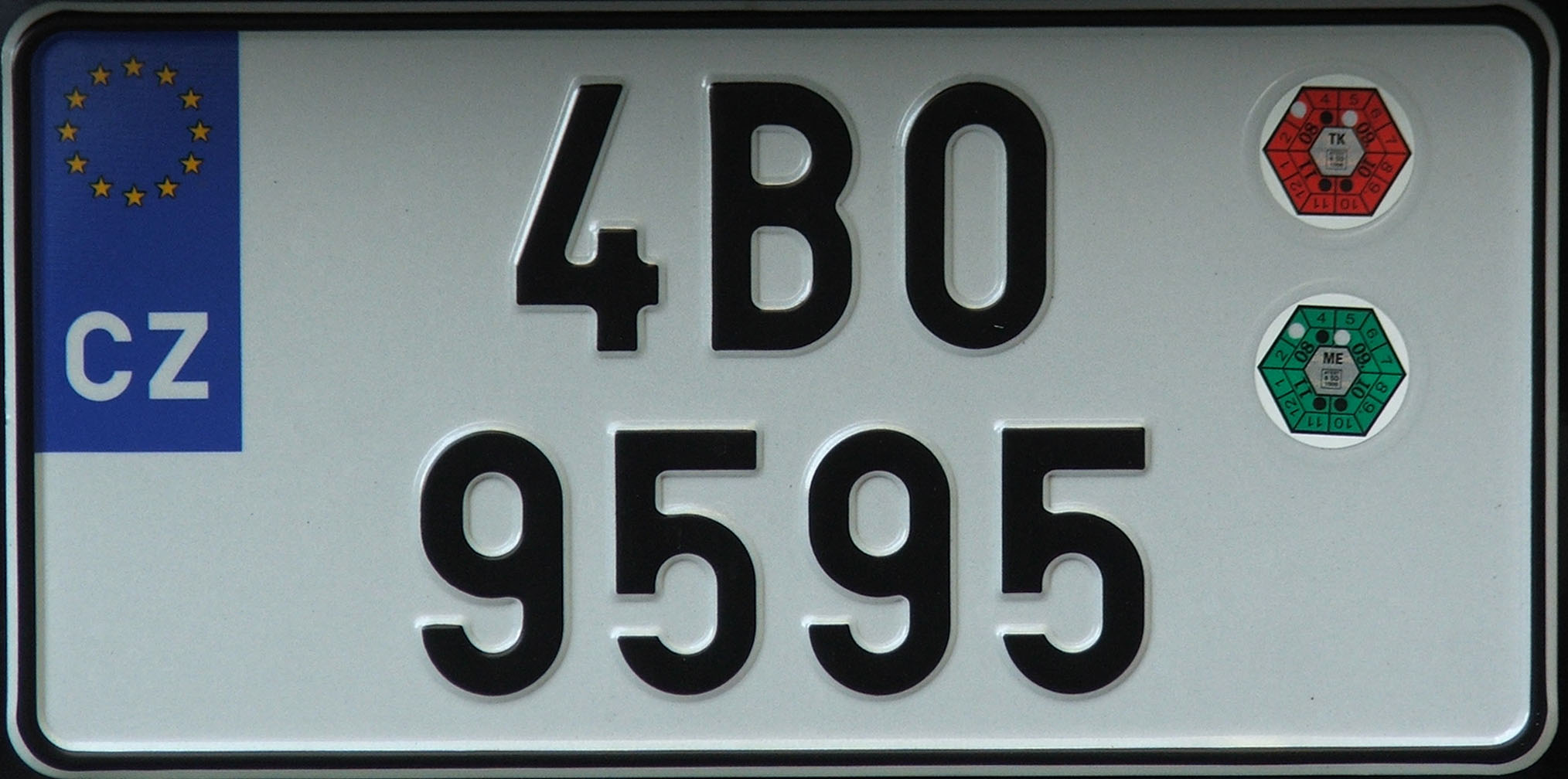
Targa su due linee con formato "americano" pre-2015 (due bollini)

Le dimensioni delle targhe d'immatricolazione (in ceco státní poznávací značka) per autoveicoli sono di 520 × 110 mm per le targhe normali, di 280 × 200 per quelle su due righe e di 340 × 200 mm per quelle dei veicoli commerciali e dei rimorchi. Vengono inoltre emesse targhe con formato americano (circa 300 × 150 mm) da apporre su quei veicoli, ad esempio di origine statunitense o giapponese, che presentano uno spazio ridotto per l'applicazione della targa posteriore.
Sulla sinistra si trovano la banda blu con le dodici stelle in cerchio dell'Unione europea e la sigla internazionale CZ di colore bianco, presente da maggio 2004; sono seguite da una combinazione alfanumerica di sette caratteri neri su fondo bianco. Le lettere F, G, Q e W nelle targhe ordinarie non sono usate. Il secondo carattere (il primo solamente nei veicoli speciali) è una lettera che identifica la regione, in base al seguente schema introdotto tra il 29 giugno e il 17 luglio 2001:
| Lettera | Regione                               | Regione              | Capoluogo        | Note                    |
| Lettera | Esonimo                               | Endonimo             | Capoluogo        | Note                    |
| ------- | ------------------------------------- | -------------------- | ---------------- | ----------------------- |
| A       | Praga, capitale della Repubblica Ceca | Hlavní město Praha   | Praga            | AX ... da dicembre 2008 |
| B       | Moravia Meridionale                   | Jihomoravský kraj    | Brno             | BX ... dal 2014         |
| C       | Boemia Meridionale                    | Jihočeský kraj       | České Budějovice | CX ... dal 2023         |
| E       | Regione di Pardubice                  | Pardubický kraj      | Pardubice        |                         |
| H       | Regione di Hradec Králové             | Královéhradecký kraj | Hradec Králové   |                         |
| J       | Regione di Vysočina                   | Vysočina             | Jihlava          |                         |
| K       | Regione di Karlovy Vary               | Karlovarský kraj     | Karlovy Vary     |                         |
| L       | Regione di Liberec                    | Liberecký kraj       | Liberec          |                         |
| M       | Regione di Olomouc                    | Olomoucký kraj       | Olomouc          |                         |
| P       | Regione di Plzeň                      | Plzeňský kraj        | Plzeň            |                         |
| S       | Boemia Centrale                       | Středočeský kraj     | Praga            | SX ... dal 2009         |
| T       | Regione di Moravia-Slesia             | Moravskoslezský kraj | Ostrava          | TX ... dal 2015         |
| U       | Regione di Ústí nad Labem             | Ústecký kraj)        | Ústí nad Labem   | UX ... dal 2019         |
| Z       | Regione di Zlín                       | Zlínský kraj         | Zlín             |                         |

Mappa con le regioni della Repubblica Ceca e le lettere corrispondenti nelle targhe d'immatricolazione

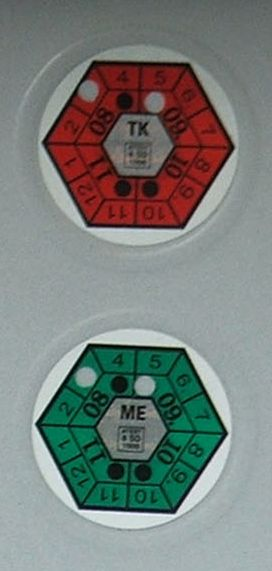
I due esagoni adesivi indicanti le date di scadenza della revisione (quello in alto) e del controllo dei gas di scarico (quello in basso, fino al 31/12/2014)

Nella città statutaria di Praga nonché nelle regioni della Boemia Centrale, Moravia Meridionale, Boemia Meridionale, Moravia-Slesia e di Ústí nad Labem è posizionata, a destra del codice identificativo dell'area di immatricolazione, una lettera seriale (espressa nella tabella con una X) anziché una cifra, avendo esaurito tutte le combinazioni numeriche possibili. 
Sulla targa posteriore, identica a quella anteriore come dimensione, è incollato un adesivo di forma esagonale e di colore rosso fra il gruppo dei primi tre o due caratteri e quello dei quattro restanti, indicante il mese e l'anno di scadenza della revisione periodica. Prima del 2015 sotto questo bollino ne era incollato un altro, della medesima forma e delle stesse dimensioni ma di colore verde, nel quale veniva riportata la data (anche in questo caso mese e anno) entro la quale doveva essere effettuato il controllo dei gas di scarico. 
A partire dal 1º gennaio 2015, non è più necessario cambiare targa se il proprietario di un veicolo si trasferisce in un'altra regione o se il veicolo viene reimmatricolato a nome di un nuovo proprietario residente in un'altra regione. 

### Nuova serie per Praga

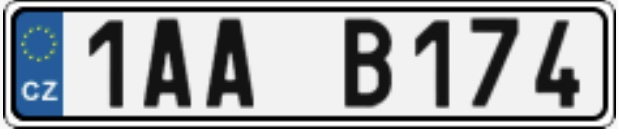
Targa di un veicolo immatricolato a Praga con la serie introdotta nel 2023

Nel giugno 2023 si è pensato di introdurre una nuova serie per Praga prima dell'esaurimento delle combinazioni con due lettere e cinque cifre. Il carattere al quarto posto della sequenza alfanumerica è una lettera anziché una cifra. Le prime targhe con questo formato sono state rilasciate ai proprietari di autoveicoli a partire dall'autunno 2023.

### Targhe personalizzate

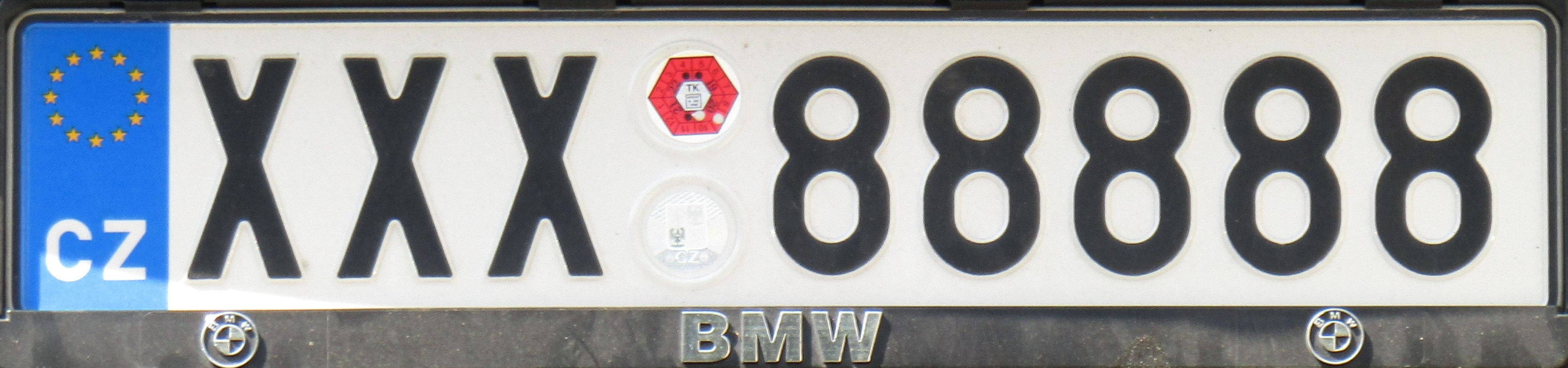
Una targa posteriore personalizzata

Da gennaio 2016 è possibile richiedere targhe personalizzate quadrate o rettangolari, da alloggiare in posizione anteriore e posteriore, nelle quali tuttavia non possono essere utilizzate parole volgari o blasfeme, né le lettere G, O, Q e W o la combinazione "CH". Comportano mediamente un costo aggiuntivo di 5.000 corone ceche (circa 185 €) per un totale di 370 €, ovvero per un'auto costerebbero complessivamente 10.000 CZK e per una moto 5.000. Non si possono inserire più di otto caratteri, tra i quali ci dev'essere almeno una cifra. Queste targhe non forniscono indicazioni sulla regione d'immatricolazione.

### Veicoli elettrici

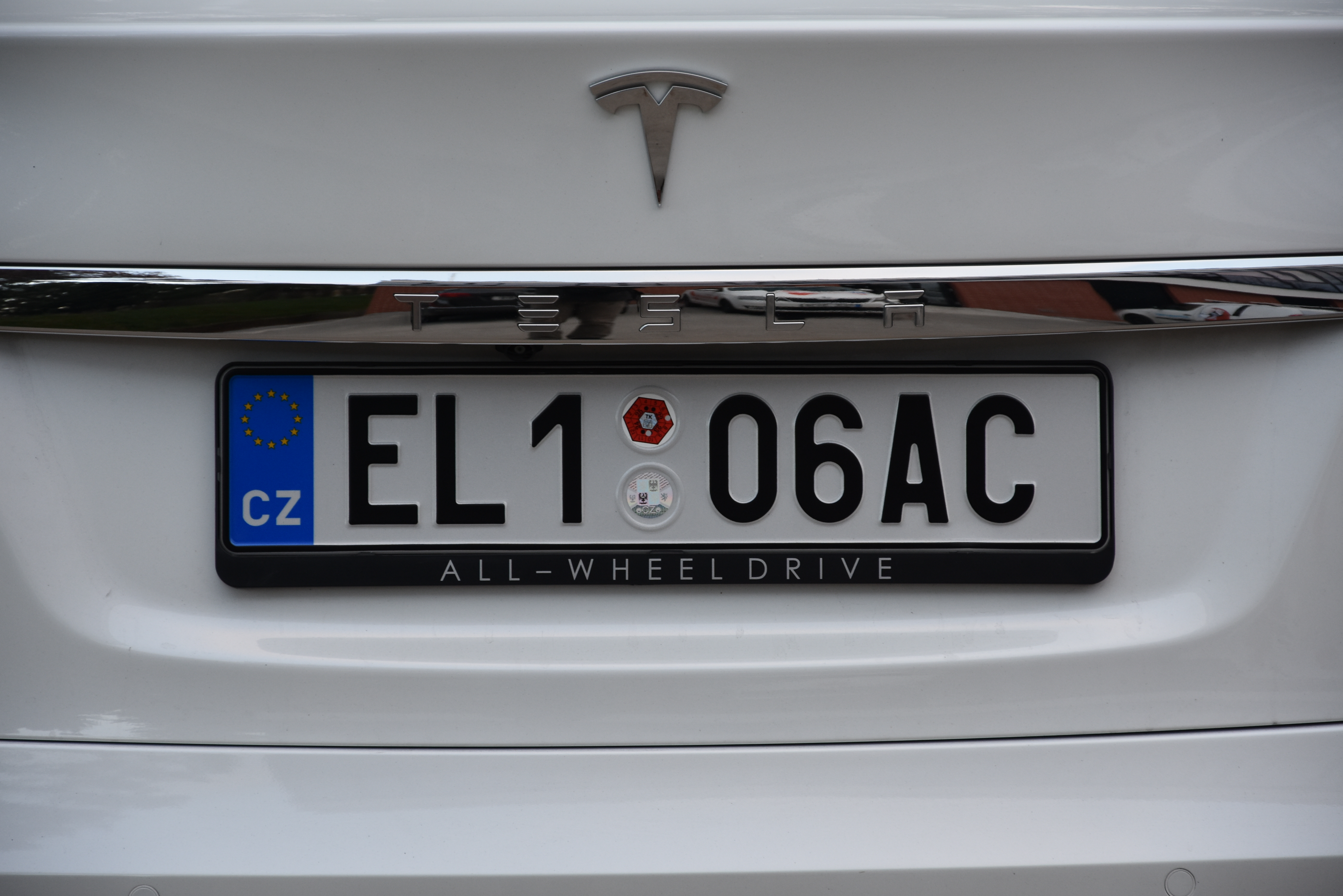
Esempio di formato per veicoli elettrici in uso da aprile 2019

I proprietari di auto elettriche o ibride dal 1º aprile 2019 possono richiedere l'apposita targa speciale se le emissioni di CO₂ combinate non superano i 50 g/km. 
Gli intestatari di veicoli a idrogeno possono richiedere di sostituire la targa con il vecchio formato; tale sostituzione è gratuita e l'autorità competente ha 15 giorni di tempo per emettere la targa nuova.
Queste targhe sono di colore nero su fondo bianco come quelle ordinarie, dalle quali si differenziano unicamente per le lettere fisse EL, seguite da una cifra (non presente nei motocicli), uno spazio per i bollini, due ulteriori cifre e due lettere.
Il passaggio alle nuove targhe d'immatricolazione non è obbligatorio: qualora il proprietario lo desideri, può mantenere quelli originali. Ad ogni modo le nuove targhe consentono alle vetture elettriche varie agevolazioni, ad esempio quella di posteggiare gratuitamente nelle aree di parcheggio a pagamento.

### Motocicli e ciclomotori

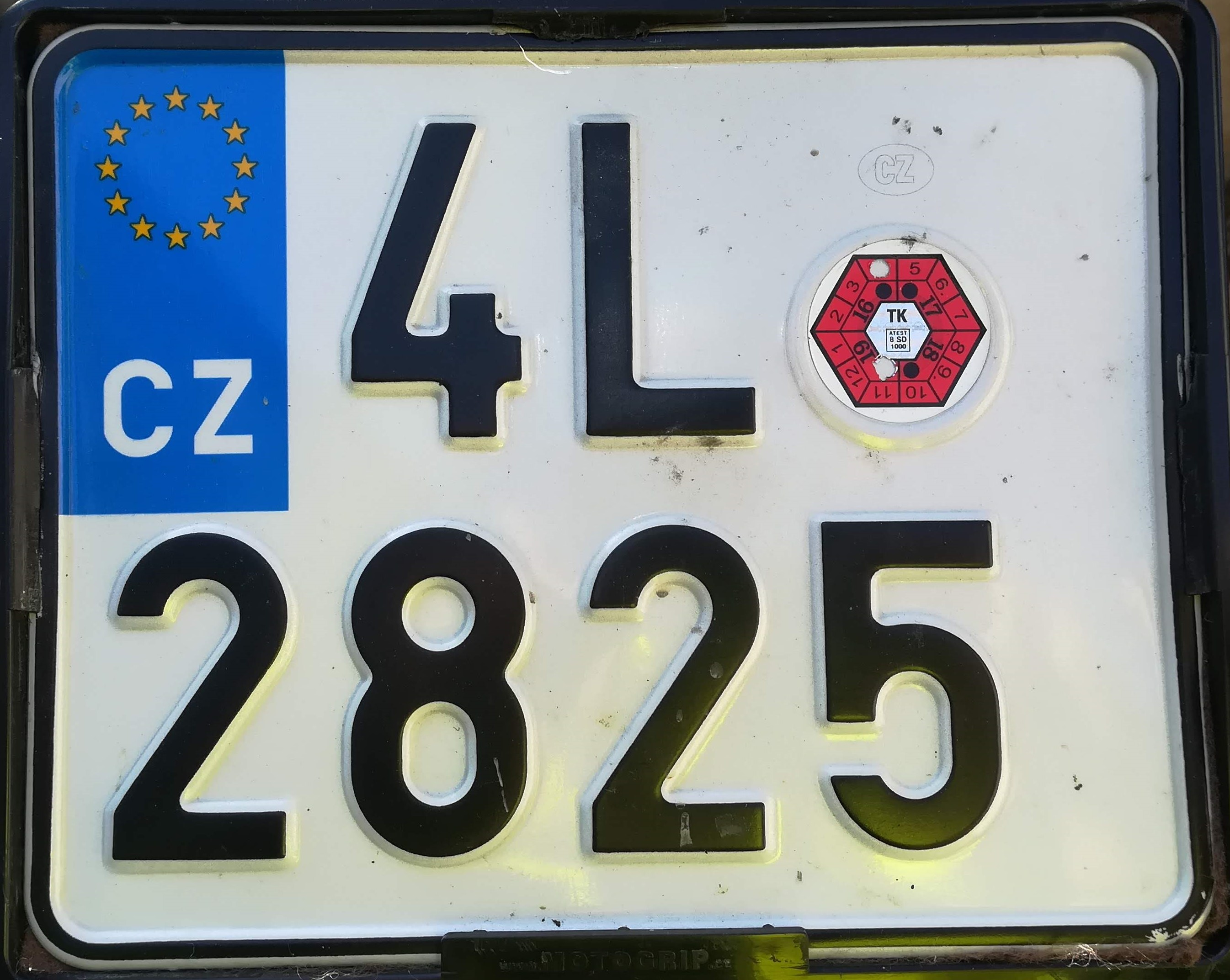
Targa d'immatricolazione di un motociclo

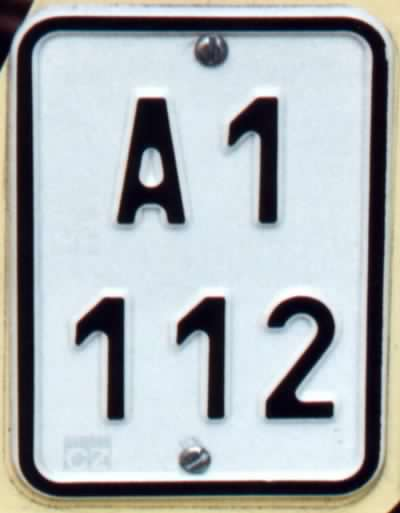
Targa di un ciclomotore

Il formato delle targhe dei motocicli e dei ciclomotori è quadrato; il blocco alfanumerico è rispettivamente di sei e cinque caratteri. La targa è disposta sempre su due linee. 
Nei motocicli sulla riga superiore si trovano la banda blu con le dodici stelle in cerchio dell'Unione europea e la sigla automobilistica internazionale "CZ", una cifra e la lettera della regione; su quella inferiore è posizionato un numero compreso tra 0000 e 9999. 
Nei ciclomotori non è presente la banda blu UE; una cifra è anteposta o posposta alla lettera identificativa della regione in alto, le tre restanti (da 000 a 999) sono posizionate in basso. 
Le dimensioni delle targhe sono di 200 × 160 mm per le moto e di 80 × 110 mm per i ciclomotori.

### Veicoli e rimorchi speciali, agricoli e forestali

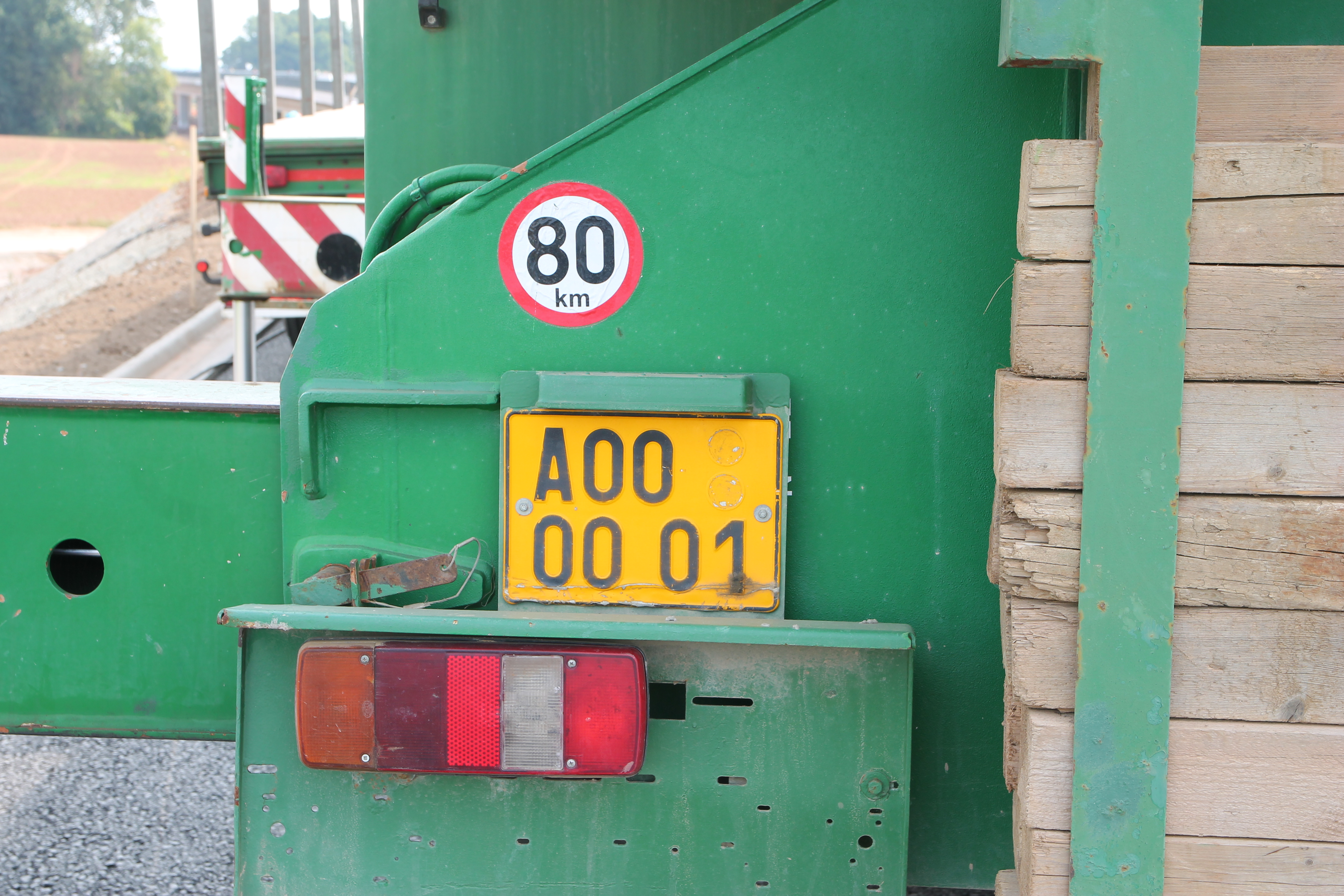
Targa di un veicolo speciale immatricolato a Praga

I rimorchi e i veicoli speciali (incluse le macchine edili), agricoli e forestali hanno targhe sprovviste di banda blu con caratteri neri su fondo giallo; la lettera indicante la regione è seguita da due cifre, uno spazio e altre quattro cifre progressive che nel formato su doppia linea occupano la riga inferiore.

### Particolarità delle targhe dei rimorchi
In Repubblica Ceca i rimorchi sono mezzi circolanti indipendenti. Dispongono quindi di una propria copertura assicurativa e di una propria targa che, come formato e numerazione, non si differenzia da quella degli autoveicoli. Ciò permette ai proprietari di poter trainare il rimorchio con qualunque mezzo, anche non intestato a loro, senza dover applicare una targa ripetitrice di quella del veicolo trainante.

Nell'apposito spazio è sempre stato incollato il solo bollino rosso della revisione periodica.

### Targhe ripetitrici per portabiciclette

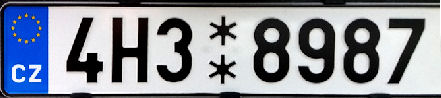
Targa ripetitrice da applicare al portabici posteriore

Le targhe ripetitrici da fissare sul portabiciclette da gancio di traino, emesse dal 1º gennaio 2016, sono identiche alle normali targhe posteriori tranne per il fatto che l'adesivo rosso di forma esagonale è sostituito da due stelle nere a sei punte e allineate in verticale.

## Formati e codici speciali

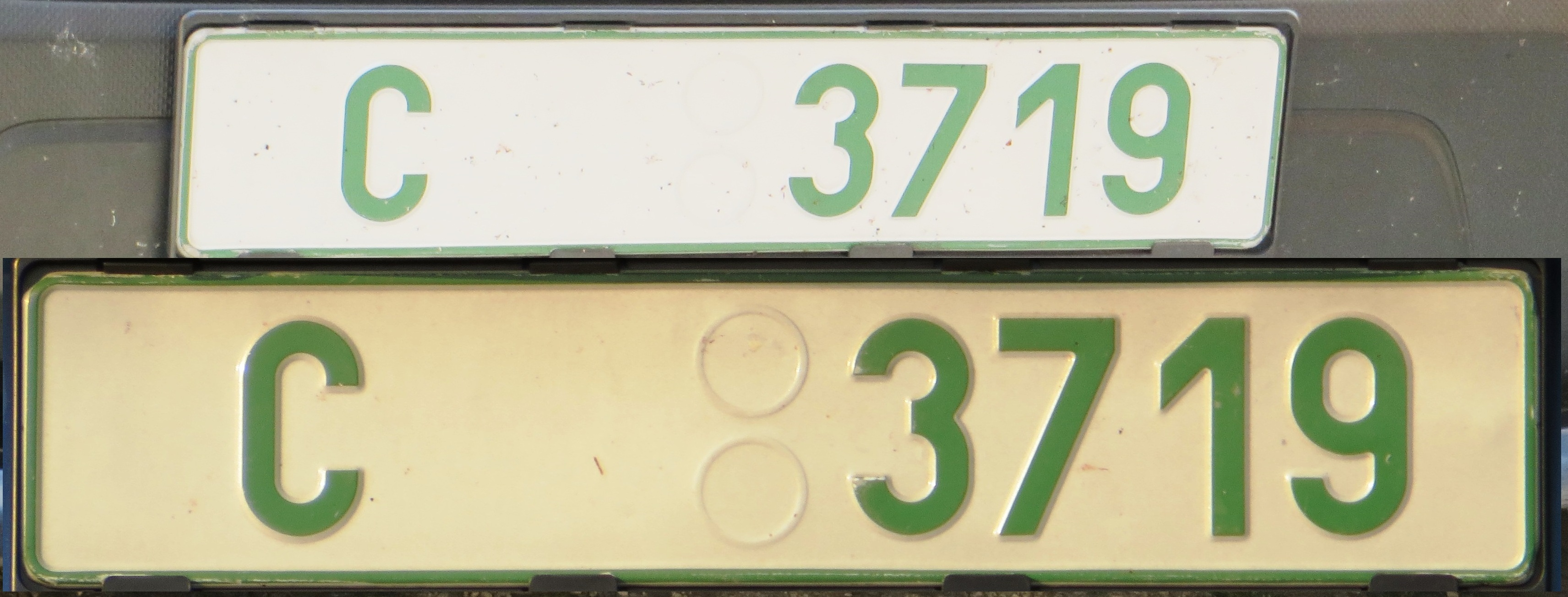
Targhe provvisorie (anteriore in alto e posteriore in basso) per periodi superiori a 10 giorni apposte su un autoveicolo della Boemia Meridionale

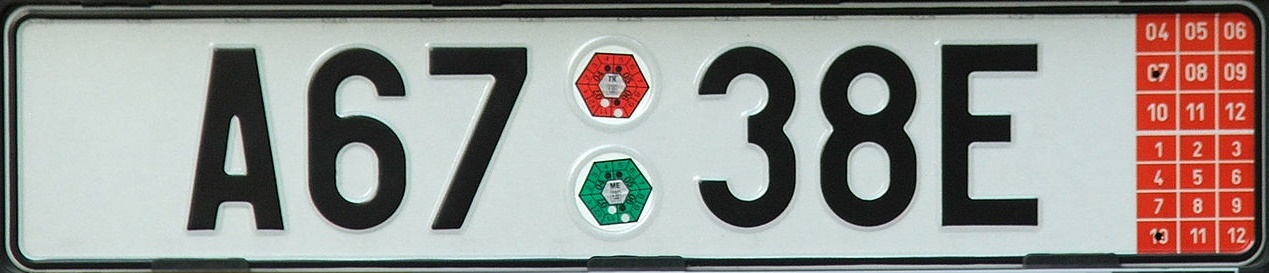
Targa da esportazione (formato per autoveicoli)

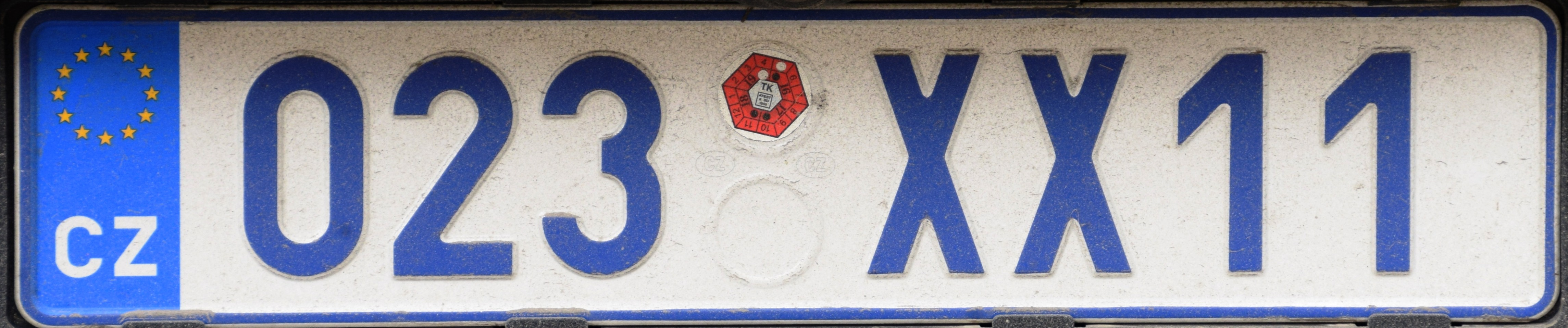
Targa diplomatica con codice "XX" (staff tecnico-amministrativo) e formato in uso dal 2015 (un solo bollino)

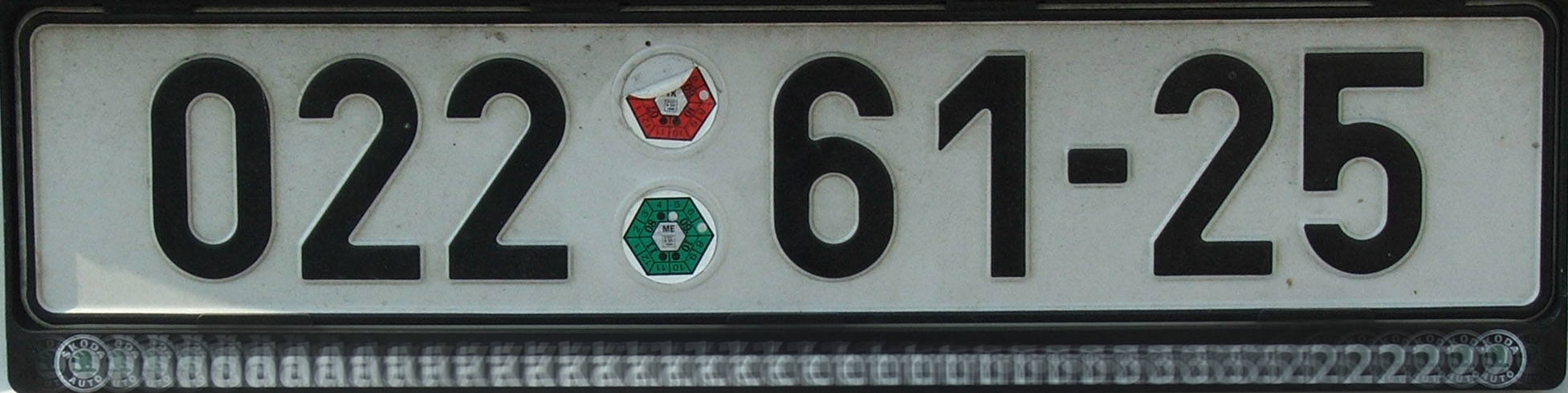
Targa di un automezzo militare immatricolato nel 1972 (1950+22)

Il numero di due cifre che segue le sigle diplomatiche "CD", "HC", "XS" e "XX" identifica lo Stato della rappresentanza o l'organizzazione internazionale. 
Negli automezzi militari le prime tre cifre (che per questo motivo nell'elenco sotto riportato sono scritte in grassetto) indicano l'anno di immatricolazione del veicolo iniziando da 000 = anno 1950 (per es.: 067 = 2017). 
Nei seguenti codici speciali elencati A = lettera identificativa della regione.
- A 0123 (caratteri verdi fin dal 1984) - Targa provvisoria con validità superiore a 10 giorni per concessionari, proprietari di autofficine o garage
- A / 012345 (caratteri neri su fondo verde) - Targa provvisoria per proprietari di concessionarie, autofficine o garage; adesiva o raramente di cartone, ha solo 10 giorni di validità[6]
- Axx xxE, xAx xxE, xxA xxE, xxx AxE, xxx xAE (x = cifra o lettera) - Targa da esportazione[7]; a destra, sulla tabella rossa in alto un foro indica le ultime due cifre dell'anno di validità, mentre su quella del medesimo colore in basso viene forato il numero da 1 a 12 corrispondente al mese di scadenza della validità stessa
- DPMP - Filobus di Pardubice (le lettere stanno per Dopravní Podnik Města Pardubic, cioè "Società di Trasporti Città di Pardubice")[8]
- DPP (caratteri bianchi su fondo rosso, dal 2024) - Filobus di Praga (le lettere sono le iniziali di Dopravni Podnik Hlavniho Města Prahy, ovvero "Società di trasporti della capitale Praga")
- F, X (caratteri verdi fin dal 1984) - Targa prova riservata a case costruttrici ed enti di ricerca per test drive
- V 0123 (caratteri neri o verdi, da luglio 2001 a luglio 2006) - Veicolo storico (Veterán)
- 01R 0123 - Veicolo partecipante a rally (il primo numero indica la regione, vd. infra)
- 01V 0123 (caratteri verdi, da luglio 2006) - Veicolo storico (il primo numero indica la regione, vd. infra)
- 012 CD01 (caratteri blu) - Corpo diplomatico
- 012 HC01 (caratteri blu) - Console onorario (Honorary Consul)
- 012 XS01 (caratteri blu) - Diplomatici in missione all'estero
- 012 XX01 (caratteri blu) - Staff tecnico-amministrativo accreditato presso un'ambasciata, consolato od organizzazione internazionale
- 074 01-01 (fondo bianco, tranne nei veicoli militari di emergenza che hanno il fondo giallo) - Automezzo dell'Esercito o della Polizia militare

### Codici numerici in uso nelle targhe dei veicoli storici o partecipanti a rally

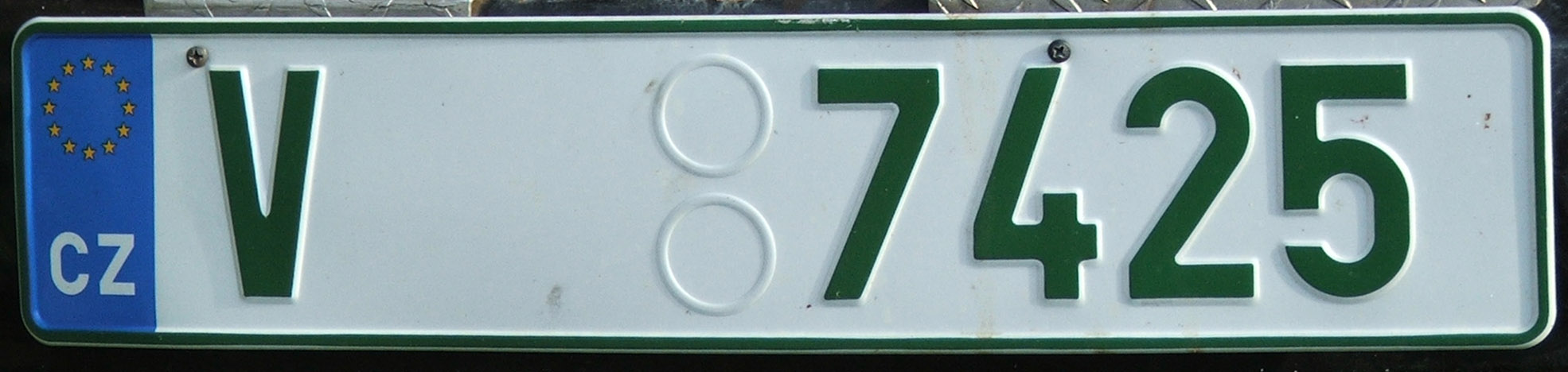
Formato per veicoli storici emesso da maggio 2004 (banda blu a sinistra e caratteri verdi) a luglio 2006

Le sole targhe dei veicoli storici oppure partecipanti a rally o ad altre competizioni sportive, da luglio 2006 antepongono alla lettera V o R, che li contraddistingue rispettivamente, un numero composto da due cifre e corrispondente all'ordine alfabetico con cui sono state assegnate le lettere identificative delle regioni: ad esempio Praga (A) ha il numero 01, la regione di Zlín (Z) il 14.
| Codice numerico | Regione/città statutaria d'immatricolazione | Codice numerico | Regione/città statutaria d'immatricolazione |
| --------------- | ------------------------------------------- | --------------- | ------------------------------------------- |
| 01              | Praga                                       | 02              | Moravia Meridionale                         |
| 03              | Boemia Meridionale                          | 04              | Regione di Pardubice                        |
| 05              | Regione di Hradec Králové                   | 06              | Regione di Vysočina                         |
| 07              | Regione di Karlovy Vary                     | 08              | Regione di Liberec                          |
| 09              | Regione di Olomouc                          | 10              | Regione di Plzeň                            |
| 11              | Boemia Centrale                             | 12              | Regione di Moravia-Slesia                   |
| 13              | Regione di Ústí nad Labem                   | 14              | Regione di Zlín                             |

## Sigle speciali terminate

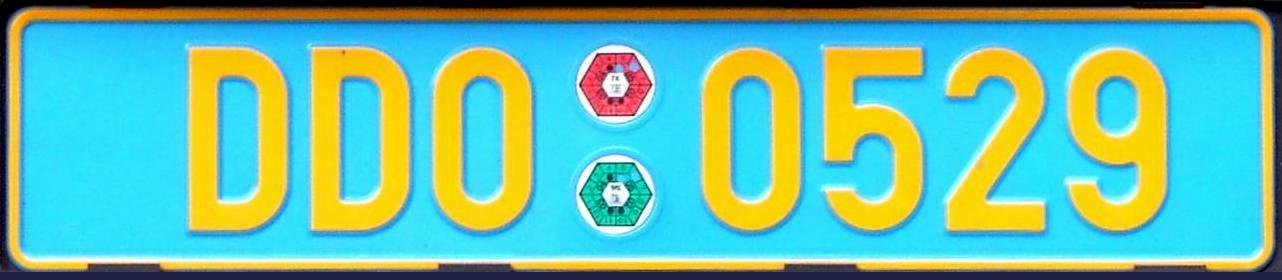
Targa diplomatica (formato emesso dal 2001 al 2004)

- AA - Veicoli riservati alle autorità dello Stato (fino al 1990)
- B - Ministero dell'Interno, Polizia (fino alla metà degli anni '90)
- DD, DDA−DDE (caratteri gialli su fondo celeste o blu dal 1978, rosso su giallo dal 1960 al 1978) - Corpo diplomatico, Corpo consolare (fino al 2004)
- KC (giallo su celeste) - Corpo consolare (1999−2001)
- XOA, XOB[10] (giallo su celeste o blu dal 1978, rosso su giallo dal 1960 al 1978) - Diplomatici in missione all'estero (fino al 2004)
- XXA, XXB[10] (giallo su celeste o blu dal 1978, rosso su giallo dal 1960 al 1978) - Personale non diplomatico accreditato presso un'ambasciata o un consolato (fino al 2004)
- ZO - Targa provvisoria con validità massima di cinque giorni (giallo su rosso, fino al 1978)

## Sistema precedente (1960–2001)

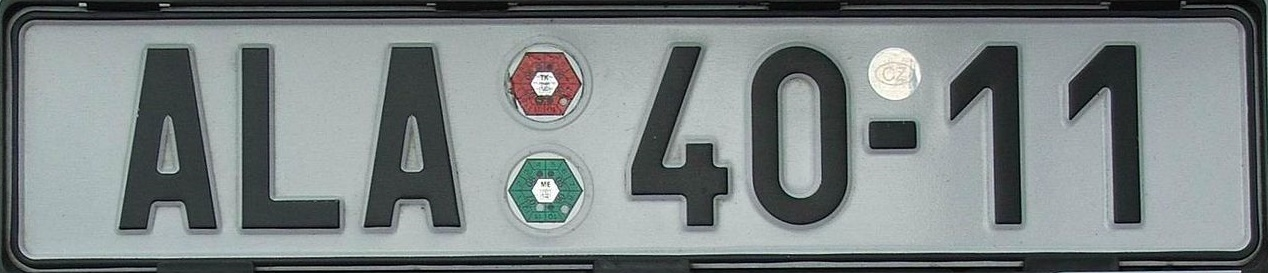
Targa di un veicolo privato immatricolato a Praga con formato emesso tra il 1992 e fine giugno del 2001

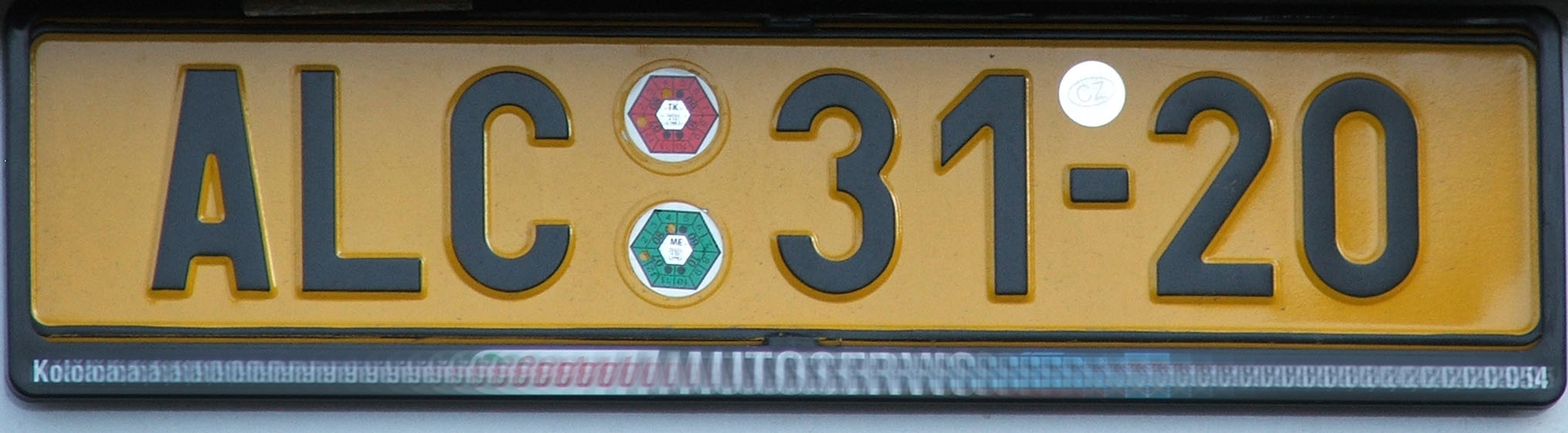
Targa di un veicolo commerciale del tipo in uso dal 1992 al 2001)

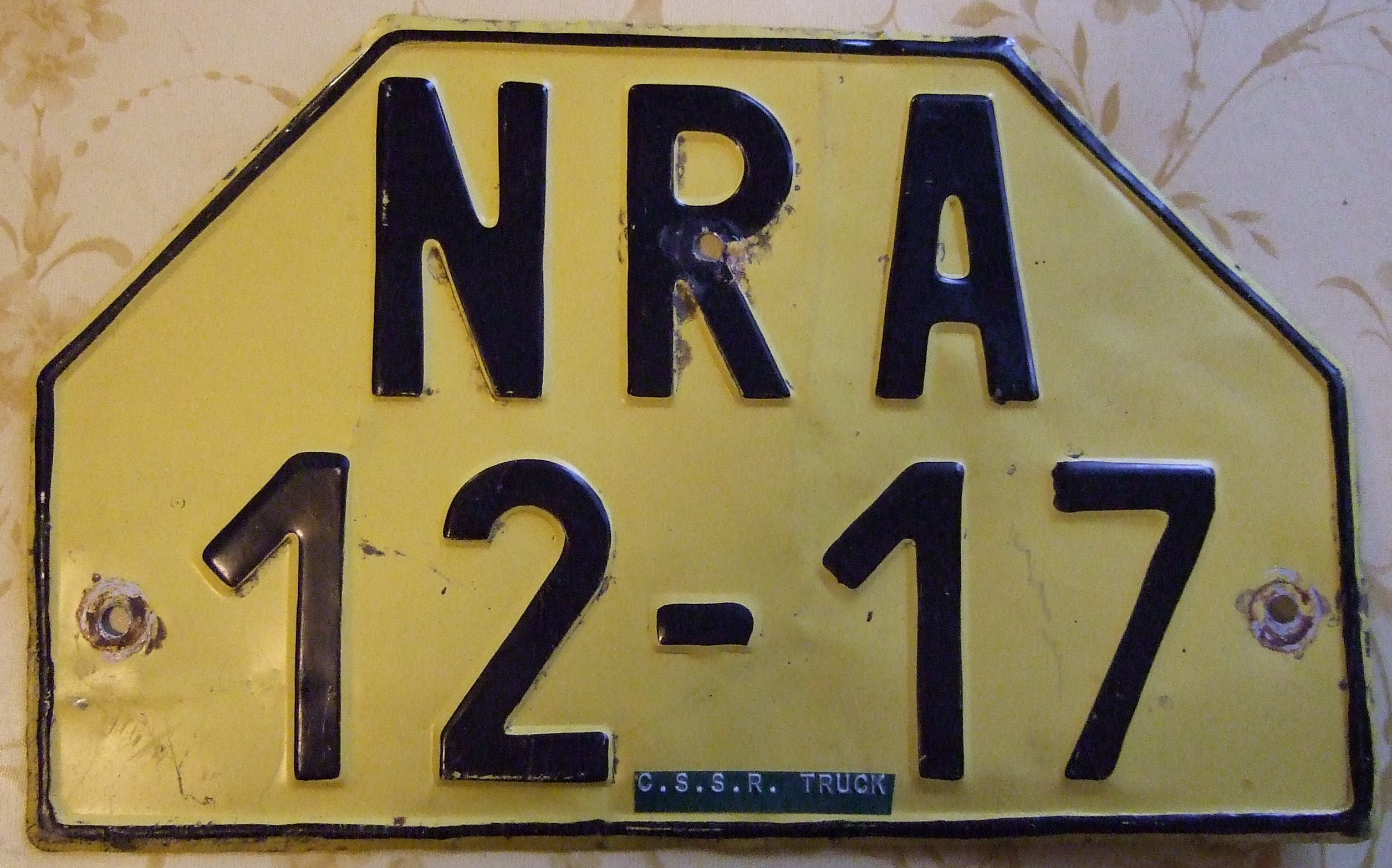
Targa posteriore cecoslovacca (con gli angoli superiori smussati) di un camion

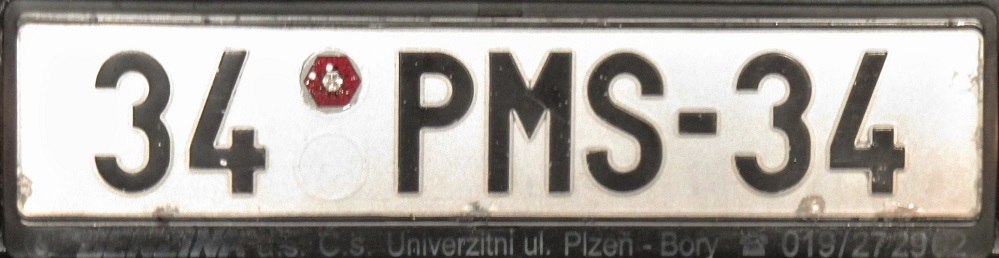
Formato per rimorchi 1960–2001

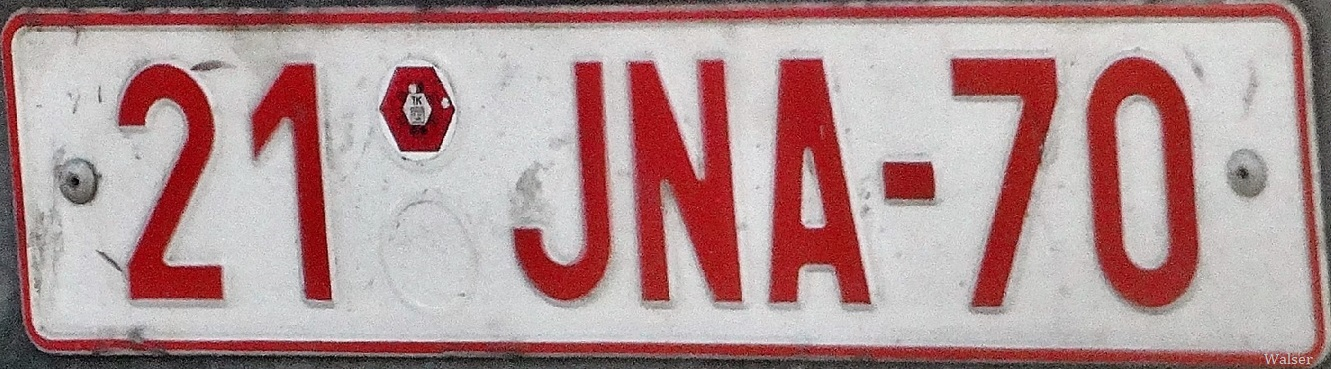
Targa di un rimorchio leggero a noleggio (1985–2001)

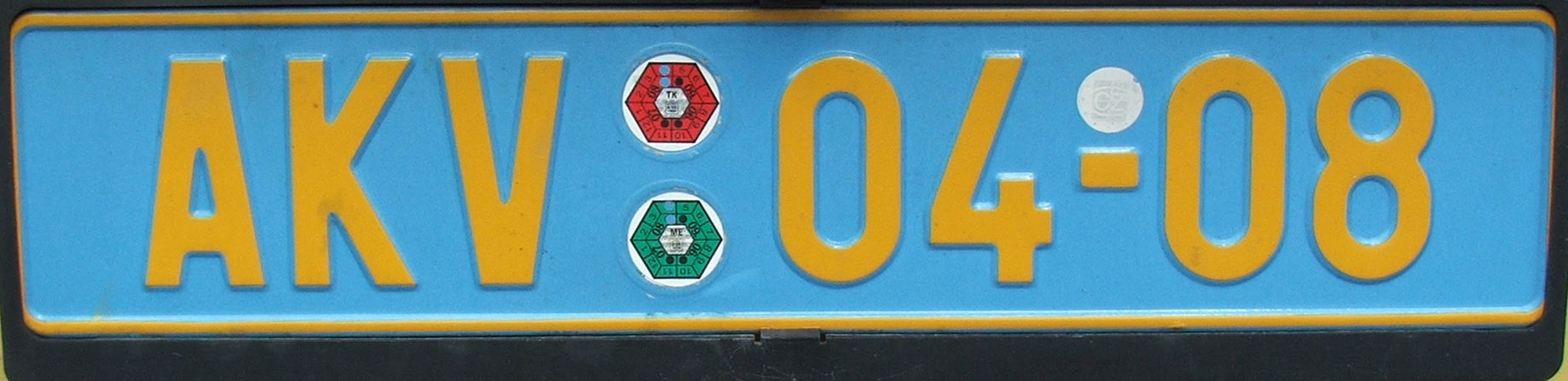
Formato utilizzato dal 1978 a luglio 2001 per veicoli i cui proprietari risiedono all'estero

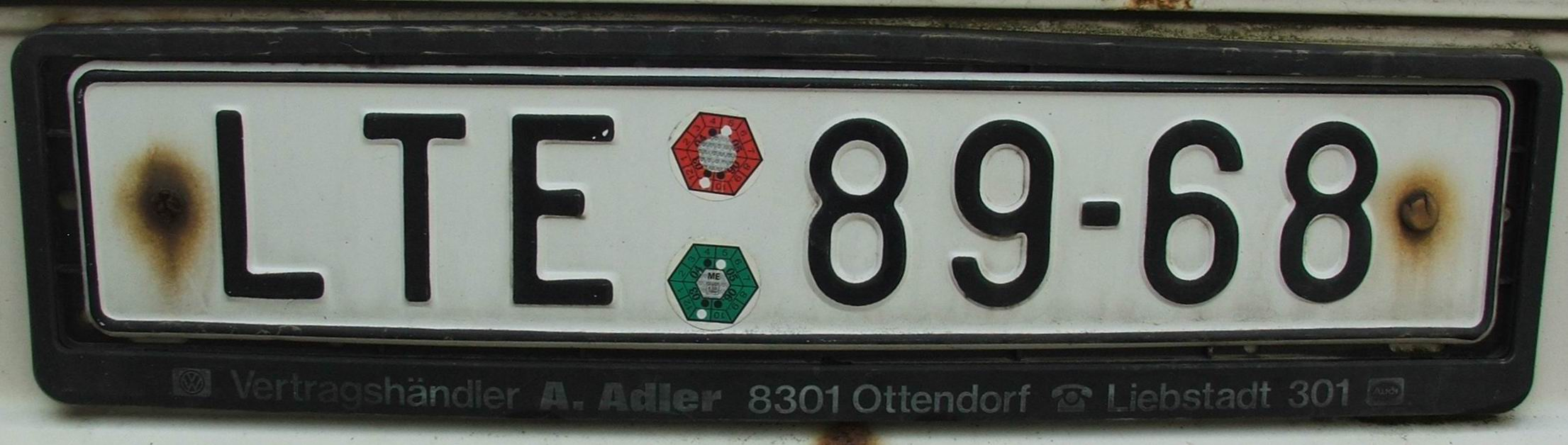
Formato 1985–1992 (cifre e lettere erano meno marcate)

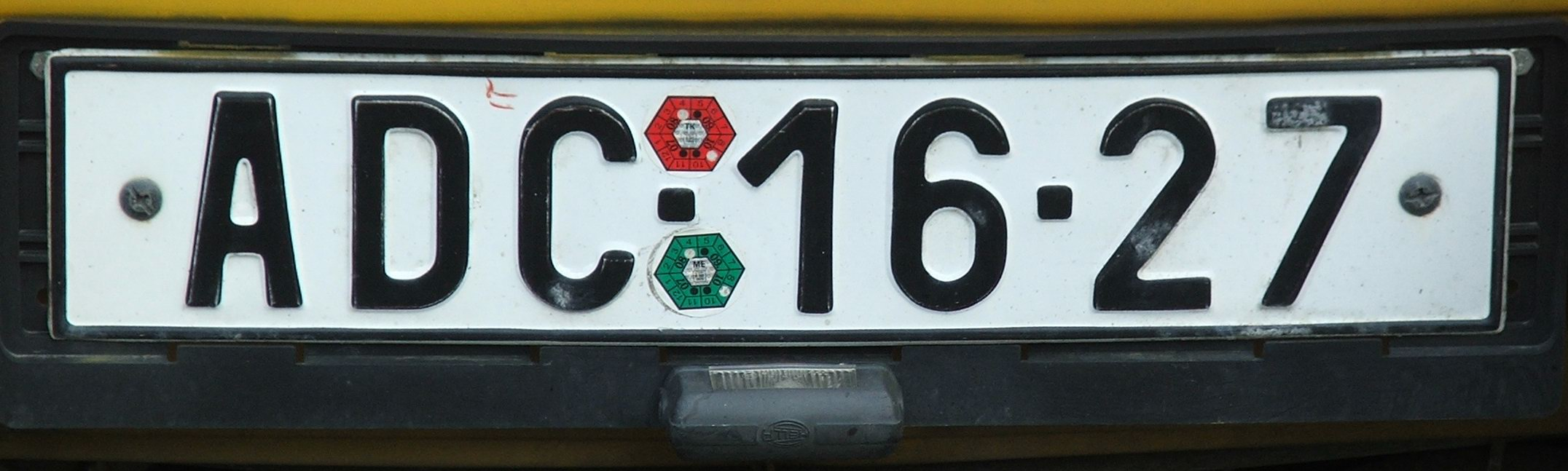
Targa cecoslovacca con formato in uso dal 1966 (anno in cui venne introdotta la terza lettera a Praga) al 1985

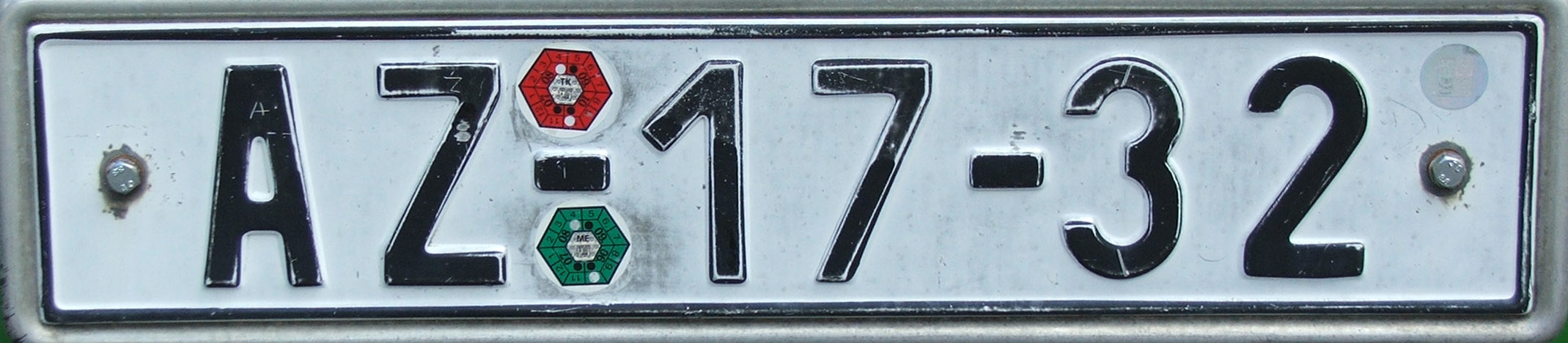
Targa (ancora valida) di un veicolo immatricolato a Praga tra il 1960 e il 1966

Nelle targhe d'immatricolazione del vecchio formato le prime due lettere corrispondevano a un distretto secondo lo schema riportato qui sotto. Unica eccezione era Praga, le cui targhe iniziavano semplicemente con la "A", seguita da una seconda lettera che avanzava progressivamente dalla "B" alla "Z". 
Il sistema, introdotto nel 1960 e terminato a luglio del 2001, è stato condiviso fino al 1993 con la Slovacchia: le due nazioni erano infatti un unico Stato fino ad allora (Cecoslovacchia). 
Dal 1960 al 1985 le lettere (due o tre) e le due coppie di cifre erano separate tra loro da un punto o un trattino; dal 1985 al 2001 un trattino separava solo i due numeri. 
Le targhe dei veicoli commerciali quali camion, autobus, furgoni e macchine agricole erano gialle con caratteri neri (solo i trattori hanno tuttora targhe con questo colore); quelle posteriori su doppia linea avevano fino al 1992 gli angoli superiori smussati.
Le targhe dei rimorchi e dei carrelli appendice erano bianche; i rimorchi leggeri (con massa a pieno carico non superiore a 750 kg) a noleggio dal 1985 avevano bordi e caratteri rossi. Le lettere venivano posizionate al centro, dopo la prima coppia di cifre.
Nelle targhe da esportazione la sigla distrettuale era posposta alla numerazione; una banda rossa a destra indicava come nel formato attuale il mese e l'anno della validità. 
Le targhe dei veicoli intestati a proprietari residenti all'estero si contraddistinguevano per i caratteri gialli su fondo azzurro o blu.
Le sigle automobilistiche e i distretti corrispondenti erano le seguenti (sono scritti in grassetto corsivo i codici riservati ai soli motocicli):
| Sigla/e    | Distretto                                            | Sigla/e | Distretto                 |
| ---------- | ---------------------------------------------------- | ------- | ------------------------- |
| AB–AZ      | Hlavní město Praha (Praga, capitale della Rep. Ceca) | BE      | Beroun                    |
| BI, BO     | Brno-venkov (Brno campagna)                          | BK      | Blansko                   |
| BM, BS, BZ | Brno-město(Brno città)                               | BN      | Benešov                   |
| BR         | Bruntál                                              | BV      | Břeclav                   |
| CB, CE     | České Budějovice                                     | CH      | Cheb                      |
| CK         | Český Krumlov                                        | CL      | Česká Lípa                |
| CR         | Chrudim                                              | CV      | Chomutov                  |
| DC         | Děčín                                                | DO      | Domažlice                 |
| FI, FM     | Frýdek-Místek                                        | GT, GV  | Gottwaldov                |
| HB         | Havlíčkův Brod                                       | HK, HR  | Hradec Králové            |
| HO         | Hodonín                                              | JC      | Jičín                     |
| JE         | Jeseník                                              | JI      | Jihlava                   |
| JH         | Jindřichův Hradec                                    | JN      | Jablonec nad Nisou        |
| KA, KI     | Karviná                                              | KD, KL  | Kladno                    |
| KH         | Kutná Hora                                           | KM      | Kroměříž                  |
| KO         | Kolín                                                | KR, KV  | Karlovy Vary              |
| KT         | Klatovy                                              | LB, LI  | Liberec                   |
| LN         | Louny                                                | LT      | Litoměřice                |
| MB         | Mladá Boleslav                                       | ME      | Mělník                    |
| MO         | Most                                                 | NA      | Náchod                    |
| NB         | Nymburk                                              | NJ      | Nový Jičín                |
| OC, OL, OM | Olomouc                                              | OP      | Opava                     |
| OS, OT, OV | Ostrava-město                                        | PA, PU  | Pardubice                 |
| PB         | Příbram                                              | PC, PZ  | Praha-západ (Praga ovest) |
| PE         | Pelhřimov                                            | PH, PY  | Praha-východ (Praga est)  |
| PI         | Písek                                                | PJ      | Plzeň-jih (Pilsen sud)    |
| PM, PN     | Plzeň-město (Pilsen città)                           | PR      | Přerov                    |
| PS         | Plzeň-sever (Pilsen nord)                            | PT      | Prachatice                |
| PV         | Prostějov                                            | RA      | Rakovník                  |
| RK         | Rychnov nad Kněžnou                                  | RO      | Rokycany                  |
| SM         | Semily                                               | SO      | Sokolov                   |
| ST         | Strakonice                                           | SU      | Šumperk                   |
| SY         | Svitavy                                              | TA      | Tábor                     |
| TC         | Tachov                                               | TP      | Teplice                   |
| TR         | Třebíč                                               | TU      | Trutnov                   |
| UH         | Uherské Hradiště                                     | UL, US  | Ústí nad Labem            |
| UO         | Ústí nad Orlicí                                      | VS      | Vsetín                    |
| VY         | Vyškov                                               | ZL      | Zlín                      |
| ZN         | Znojmo                                               | ZR      | Žďár nad Sázavou          |